# Discografia di Mylène Farmer
La discografia di Mylène Farmer è composta da 12 album registrati in studio, 6 raccolte e 7 album dal vivo.

## Album in studio
| Anno | Titolo                                                                                                | Classifiche | Classifiche | Classifiche | Classifiche | Classifiche | Classifiche | Classifiche | Classifiche | Classifiche | Certificazioni                                                  |
| Anno | Titolo                                                                                                | FRA         | BEL (Fi)    | BEL (Va)    | GER         | PB          | RUS         | SVI         | SVI (Ro)    | UE          | Certificazioni                                                  |
| --- | --- | ----------- | ----------- | ----------- | ----------- | ----------- | ----------- | ----------- | ----------- | ----------- | --------------------------------------------------------------- |
| 1986 | Cendres de lune - Pubblicato: 1º aprile 1986 - Etichetta: Polydor - Formato: LP, CD, MC               | 39          | ×           | ×           | —           | —           | ×           | —           | ×           | —           |                                                                 |
| 1988 | Ainsi soit je... - Pubblicato: 14 marzo 1988 - Etichetta: Polydor - Formato: LP, CD, MC               | 1           | ×           | ×           | 47          | —           | ×           | —           | ×           | 10          | - FRA: Diamante - BEL: Oro - SVI: Oro                           |
| 1991 | L'Autre... - Pubblicato: 12 aprile 1991 - Etichetta: Polydor - Formato: LP, CD, MC                    | 1           | ×           | 1           | 55          | 57          | ×           | 45          | ×           | 15          | - FRA: Diamante - BEL: Oro - SVI: Oro                           |
| 1995 | Anamorphosée - Pubblicato: 17 ottobre 1995 - Etichetta: Polydor - Formato: LP, CD, MC                 | 1           | —           | 2           | —           | —           | ×           | 25          | 43          | 19          | - FRA: Diamante - BEL: Platino - SVI: Oro - UE: Platino         |
| 1999 | Innamoramento - Pubblicato: 7 aprile 1999 - Etichetta: Polydor - Formato: LP, CD, MC                  | 2           | 40          | 2           | —           | —           | ×           | 59          | 8           | 30          | - FRA: Diamante - BEL: Platino - SVI: Platino - UE: Platino     |
| 2005 | Avant que l'ombre... - Pubblicato: 4 aprile 2005 - Etichetta: Polydor - Formato: LP, CD, MC, digitale | 1           | 48          | 1           | —           | —           | —           | 2           | 5           | 14          | - FRA: Platino (2) - BEL: Oro - RUS: Platino                    |
| 2008 | Point de suture - Pubblicato: 25 agosto 2008 - Etichetta: Polydor - Formato: LP, CD, MC, digitale     | 1           | 32          | 1           | —           | —           | —           | 2           | 12          | 13          | - FRA: Platino (3) - BEL: Platino - RUS: Platino (2) - SVI: Oro |
| 2010 | Bleu noir - Pubblicato: 6 dicembre 2010 - Etichetta: Polydor - Formato: LP, CD, digitale              | 1           | 72          | 1           | —           | —           | 3           | 7           | 1           | ×           | - FRA: Diamante - BEL: Platino - RUS: Platino - SVI: Oro        |
| 2012 | Monkey Me - Etichetta: 3 dicembre 2012 - Etichetta: Polydor - Formato: LP, CD, digitale               | 1           | 29          | 1           | —           | —           | ×           | 3           | 1           | ×           | - FRA: Platino (3) - BEL: Platino                               |
| 2015 | Interstellaires - Pubblicato: 14 novembre 2015 - Etichetta: Polydor - Formato: LP, CD, digitale       | 1           | 21          | 1           | 79          | 79          | ×           | 3           | 1           | ×           | - FRA: Platino (3) - BEL: Oro                                   |
| 2018 | Désobéissance - Pubblicato: 28 settembre 2018 - Etichetta: Stuffed Monkey - Formato: LP, CD, digitale | 1           | 19          | 1           | —           | —           | ×           | 3           | 1           | ×           | - FRA: Platino (2)                                              |
| 2022 | L’Emprise - Pubblicato: 25 novembre 2022 - Etichetta: Stuffed Monkey - Formato: LP, CD, digitale      | 1           | 47          | 1           | —           | —           | ×           | 1           | 1           | ×           | - FRA: Platino                                                  |
| "—" indica una pubblicazione non classificata in quel paese. "×" indica una classifica non esistente o non pubblicata. | |             |             |             |             |             |             |             |             |             |                                                                 |

## Album dal vivo
| Anno | Album | FRA | BEL | SVI | SVI (Ro) | RUS | GER | CAN | GRE | MES |
| ---- | --- | --- | --- | --- | -------- | --- | --- | --- | --- | --- |
| 1989 | En concert - Uscita: 4 dicembre 1989 - Etichetta: Polydor - Formato: CD, LP, CS, download                   | 9   | -   | -   | -        | -   | -   | -   | -   | -   |
| 1997 | Live à Bercy - Uscita: 20 maggio 1997 - Etichetta: Polydor - Formato: CD, LP, CS, download                  | 2   | 2   | -   | -        | -   | -   | -   | -   | -   |
| 2000 | Mylènium Tour - Uscita: 5 dicembre 2000 - Etichetta: Polydor - Formato: CD, LP, CS, download                | 1   | 8   | 31  | -        | -   | -   | -   | -   | -   |
| 2006 | Avant que l'ombre... À Bercy - Uscita: 4 dicembre 2006 - Etichetta: Polydor - Formato: CD, LP, CS, download | 1   | 3   | 18  | -        | -   | -   | -   | -   | -   |
| 2009 | N°5 on Tour - Uscita: 7 dicembre 2009 - Etichetta: Polydor - Formato: CD, LP, CS, download                  | 1   | 1   | 14  | -        | 6   | -   | -   | -   | -   |
| 2013 | Timeless 2013 - Uscita: 14 dicembre 2013 - Etichetta: Polydor - Formato: CD, LP, CS, download               | 2   | 2   | 13  | 2        | -   | -   | -   | -   | -   |
| 2019 | Live 2019 - Uscita: 18 ottobre 2019 - Etichetta: Stuffed Monkey - Formato: CD, LP, CS, download             | 1   | 1   | 2   | 1        | -   | -   | -   | -   | -   |

## Raccolte
| Anno | Album                                                                                          | FRA | BEL | SVI | SVI (Ro) | RUS | GER | CAN | GRE | MES |
| ---- | ---------------------------------------------------------------------------------------------- | --- | --- | --- | -------- | --- | --- | --- | --- | --- |
| 1992 | Dance Remixes - Uscita: 23 novembre 1992 - Etichetta: Polydor - Formato: CD, LP, CS, download  | 3   | 9   | -   | -        | -   | -   | -   | -   | -   |
| 2001 | Les mots - Uscita: 26 novembre 2001 - Etichetta: Polydor - Formato: CD, LP, CS, download       | 1   | 1   | 6   | -        | -   | -   | -   | 18  | -   |
| 2003 | RemixeS - Uscita: 3 dicembre 2003 - Etichetta: Polydor - Formato: CD, LP, CS, download         | 3   | 15  | 81  | -        | -   | -   | -   | 20  | -   |
| 2011 | 2001.2011 - Uscita: 5 dicembre 2011 - Etichetta: Polydor - Formato: CD, LP, CS, download       | 1   | 10  | 36  | 8        | 10  | -   | -   | -   | -   |
| 2020 | Histoires de - Uscita: 4 dicembre 2020 - Etichetta: Stuffed Monkey - Formato: CD, CS, download | 2   | 2   | 5   | -        | -   | -   | -   | -   | -   |
| 2021 | Plus grandir - Uscita: 20 agosto 2021 - Etichetta: Polydor - Formato: CD, LP, CS, download     | 1   | 1   | -   | -        | -   | -   | -   | -   | -   |

## Singoli
| Anno | Singolo                                     | FRA | BEL | SVI | RUS | ISR | CAN | AUS | PB | GER | LIT | UKR | Album                        |
| ---- | ------------------------------------------- | --- | --- | --- | --- | --- | --- | --- | -- | --- | --- | --- | ---------------------------- |
| 1984 | Maman a tort                                | -   | -   | -   | -   | -   | -   | -   | -  | -   | -   | -   | Cendres de lune              |
| 1985 | On est tous des imbéciles                   | -   | -   | -   | -   | -   | -   | -   | -  | -   | -   | -   | -                            |
| 1985 | Plus grandir                                | 19  | -   | -   | -   | -   | -   | -   | -  | -   | -   | -   | Cendres de lune              |
| 1986 | Libertine                                   | 1   | -   | -   | -   | -   | -   | -   | -  | -   | -   | -   | Cendres de lune              |
| 1987 | Tristana                                    | 5   | -   | -   | -   | -   | -   | -   | -  | -   | -   | -   | Cendres de lune              |
| 1987 | Sans contrefaçon                            | 2   | -   | -   | -   | -   | -   | -   | -  | 46  | -   | -   | Ainsi soit je...             |
| 1988 | Ainsi soit je...                            | 5   | -   | -   | -   | -   | -   | -   | -  | -   | -   | -   | Ainsi soit je...             |
| 1988 | Pourvu qu'elles soient douces               | 1   | -   | 63  | -   | -   | -   | -   | 56 | 87  | -   | -   | Ainsi soit je...             |
| 1989 | Sans logique                                | 6   | -   | -   | -   | -   | -   | -   | -  | -   | -   | -   | Ainsi soit je...             |
| 1989 | À quoi je sers...                           | 3   | -   | -   | -   | -   | -   | -   | -  | -   | -   | -   | En concert                   |
| 1989 | Allan (Live)                                | 10  | -   | -   | -   | -   | -   | -   | -  | -   | -   | -   | En concert                   |
| 1990 | Plus grandir (Live)                         | 8   | -   | -   | -   | -   | -   | -   | -  | -   | -   | -   | En concert                   |
| 1991 | Désenchantée                                | 1   | 1   | 23  | -   | -   | 9   | 16  | 19 | 46  | -   | -   | L'Autre...                   |
| 1991 | Regrets featuring Jean-Louis Murat          | 3   | 2   | -   | -   | -   | -   | -   | -  | -   | -   | -   | L'Autre...                   |
| 1991 | Je t'aime mélancolie                        | 3   | 8   | -   | -   | -   | 12  | -   | -  | 70  | -   | -   | L'Autre...                   |
| 1992 | Beyond my control                           | 9   | 10  | -   | -   | -   | -   | -   | -  | -   | -   | -   | L'Autre...                   |
| 1992 | Que mon cœur lâche                          | 7   | 8   | -   | -   | -   | -   | -   | -  | -   | -   | -   | Dance Remixes                |
| 1995 | XXL                                         | 1   | 3   | 11  | -   | -   | -   | -   | -  | -   | -   | -   | Anamorphosée                 |
| 1995 | L'Instant X                                 | 6   | 12  | -   | 81  | -   | -   | -   | -  | -   | -   | -   | Anamorphosée                 |
| 1996 | California                                  | 5   | 22  | -   | -   | -   | -   | -   | -  | -   | -   | -   | Anamorphosée                 |
| 1996 | Comme j'ai mal                              | 2   | 21  | -   | -   | -   | -   | -   | -  | -   | -   | -   | Anamorphosée                 |
| 1996 | Rêver                                       | 7   | 12  | -   | -   | -   | -   | -   | -  | -   | -   | -   | Anamorphosée                 |
| 1997 | La poupée qui fait non featuring Khaled     | 6   | 5   | -   | -   | -   | -   | -   | -  | -   | -   | -   | Live à Bercy                 |
| 1997 | Ainsi soit je... (Live)                     | 27  | 22  | -   | -   | -   | -   | -   | -  | -   | -   | -   | Live à Bercy                 |
| 1999 | L'Âme-Stram-Gram                            | 2   | 9   | -   | -   | -   | -   | -   | -  | -   | -   | -   | Innamoramento                |
| 1999 | Je te rends ton amour                       | 10  | 18  | -   | -   | -   | -   | -   | -  | -   | -   | -   | Innamoramento                |
| 1999 | Souviens-toi du jour...                     | 4   | 18  | -   | -   | -   | -   | -   | -  | -   | -   | -   | Innamoramento                |
| 2000 | Optimistique-moi                            | 7   | 15  | 58  | -   | -   | -   | -   | -  | -   | -   | -   | Innamoramento                |
| 2000 | Innamoramento                               | 3   | 24  | 56  | -   | -   | -   | -   | -  | -   | -   | -   | Innamoramento                |
| 2000 | Dessine-moi un mouton                       | 6   | 11  | 59  | -   | -   | -   | -   | -  | -   | -   | -   | Mylènium Tour                |
| 2001 | L'Histoire d'une fée, c'est...              | 9   | 10  | -   | -   | -   | -   | -   | -  | -   | -   | -   | Les mots                     |
| 2001 | Les mots featuring Seal                     | 2   | 2   | 2   | 4   | 15  | 39  | -   | -  | -   | -   | -   | Les mots                     |
| 2002 | C'est une belle journée                     | 5   | 11  | -   | -   | -   | -   | -   | -  | -   | -   | -   | Les mots                     |
| 2002 | Pardonne-moi                                | 6   | 7   | 45  | -   | -   | -   | -   | -  | -   | -   | -   | Les mots                     |
| 2005 | Fuck Them All                               | 2   | 2   | 14  | 22  | 5   | -   | -   | -  | -   | -   | -   | Avant que l'ombre...         |
| 2005 | Q.I                                         | 7   | 4   | 33  | 81  | -   | -   | -   | -  | -   | -   | -   | Avant que l'ombre...         |
| 2006 | Redonne-moi                                 | 7   | 6   | 27  | -   | -   | -   | -   | -  | -   | -   | -   | Avant que l'ombre...         |
| 2006 | L'amour n'est rien...                       | 7   | 9   | 47  | 4   | -   | -   | -   | -  | -   | -   | -   | Avant que l'ombre...         |
| 2006 | Peut-être toi                               | 3   | 12  | 34  | -   | -   | -   | -   | -  | -   | -   | -   | Avant que l'ombre...         |
| 2006 | Slipping Away (Crier la vie) featuring Moby | 1   | 1   | 18  | 4   | 14  | 5   | -   | -  | 63  | -   | -   | Go - The Very Best of Moby   |
| 2006 | Avant que l'ombre... (Live)                 | 10  | 24  | 54  | -   | -   | -   | -   | -  | -   | -   | -   | Avant que l'ombre... À Bercy |
| 2007 | Déshabillez-moi                             | 10  | 19  | 81  | -   | -   | -   | -   | -  | -   | -   | -   | Avant que l'ombre... À Bercy |
| 2008 | Dégénération                                | 1   | 1   | 26  | 65  | -   | -   | -   | -  | -   | -   | -   | Point de suture              |
| 2008 | Appelle mon numéro                          | 1   | 7   | 53  | 16  | -   | -   | -   | -  | -   | 31  | 28  | Point de suture              |
| 2009 | Si j'avais au moins...                      | 1   | 25  | 72  | -   | -   | -   | -   | -  | -   | -   | -   | Point de suture              |
| 2009 | C'est dans l'air                            | 1   | 13  | 44  | -   | -   | -   | -   | -  | -   | -   | -   | Point de suture              |
| 2009 | Sextonik                                    | 1   | 25  | 77  | 39  | -   | -   | -   | -  | -   | 22  | 18  | Point de suture              |
| 2010 | Oui mais... non                             | 1   | 2   | 52  | 71  | -   | -   | -   | -  | -   | -   | -   | Bleu noir                    |
| 2011 | Bleu noir                                   | 1   | 16  | -   | -   | -   | -   | -   | -  | -   | -   | -   | Bleu noir                    |
| 2011 | Lonely Lisa                                 | 1   | 10  | -   | 92  | -   | -   | -   | -  | -   | -   | -   | Bleu noir                    |
| 2011 | Du Temps                                    | 4   | 9   | 73  | -   | -   | -   | -   | -  | -   | -   | -   | 2001.2011                    |
| 2012 | À l'Ombre                                   | 1   | 2   | -   | -   | -   | -   | -   | -  | -   | -   | -   | Monkey Me                    |
| 2013 | Je te dis tout                              | 3   | 28  | -   | -   | -   | -   | -   | -  | -   | -   | -   | Monkey Me                    |
| 2013 | Monkey Me                                   | 3   | 43  | -   | -   | -   | -   | -   | -  | -   | -   | -   | Monkey Me                    |
| 2015 | Stolen Car featuring Sting                  | 1   | 1   | 55  | -   | -   | -   | -   | -  | -   | 44  | -   | Interstellaires              |
| 2016 | City of Love                                | 1   | -   | -   | -   | -   | -   | -   | -  | -   | -   | -   | Interstellaires              |
| 2018 | Rolling Stone                               | 1   | -   | -   | -   | -   | -   | -   | -  | -   | -   | -   | Désobéissance                |
| 2018 | N'oublie pas featuring LP                   | 1   | -   | -   | -   | -   | -   | -   | -  | -   | -   | -   | Désobéissance                |
| 2019 | Désobéissance                               | 1   | -   | -   | -   | -   | -   | -   | -  | -   | -   | -   | Désobéissance                |
| 2019 | Des Larmes                                  | 1   | -   | -   | -   | -   | -   | -   | -  | -   | -   | -   | Désobéissance                |

### Singoli promozionali
- 1986 : We'll never die (solo in Canada)
- 2001 : Regrets (live)
- 2009 : C'est dans l'air (Live)
- 2010 : Paradis inanimé (Live)
- 2010 : Never Tear Us Apart (con Ben Harper e INXS)
- 2016 : C'est pas moi

### Singoli esteri
- 1984 : My Mum Is Wrong, versione inglese di Maman a tort, pubblicato nel Regno Unito.
- 1993 : My soul is slashed, versione inglese di Que mon cœur lâche, pubblicato in Germania.

### Lati B inediti[nonchiaro]
- 1985 : L'annonciation, lato B di On est tous des imbéciles
- 1988 : Puisque, lato B di Pourvu qu'elles soient douces
- 1989 : Dernier Sourire, lato B di Sans logique
- 1989 : La veuve noire, lato B di À quoi je sers...
- 1991 : Mylène is calling, lato B di Je t'aime mélancolie
- 1999 : Effets secondaires, lato B di Je te rends ton amour

## Duetti
- 1987 : Frantz con Guy Béart.
- 1989 : Maman a tort con Carole Fredericks durante il Tour 89.
- 1991 : Regrets con Jean-Louis Murat.
- 1996 : La poupée qui fait non con Khaled.
- 2001 : Les mots con Seal.
- 2003 : You col gruppo Good Sex Valdes.
- 2006 : Les mots con Abraham Laboriel Junior durante i concerti di Bercy 2006.
- 2006 : Slipping Away (Crier la vie) con Moby.
- 2008 : Looking for my Name con Moby.
- 2010 : C'est pas l'heure con Line Renaud.
- 2010 : Never Tear Us Apart con Ben Harper e il gruppo INXS.
- 2015 : Stolen Car con Sting.

## Colonne sonore
- 1996 : Sans contrefaçon nel film Di giorno e di notte
- 2001 : L'Histoire d'une fée, c'est... nel film Rugrats in Paris
- 2006 : Devant soi nel film Jacquou le Croquant

## Videografia

### Album video
Live
- - Live à Bercy (1997)
  - Mylenium Tour (2000)
  - Avant que l'ombre... À Bercy (2006)
  - Mylène Farmer Stade de France (2010)

Videoclip
- - Mylène Farmer: MUSIC VIDEOS I (2000)
  - Mylène Farmer: MUSIC VIDEOS II & III (2000)
  - Les mots (2002)
  - Fuck Them All (2005)
  - Mylène Farmer: MUSIC VIDEOS IV (2006)

VHS
- Mylène Farmer En concert: Tour 89 (1989)
- Les Clips Vol II (1987)
- Les Clips Vol II (1988)
- Les Clips Vol III (1990)
- L'autre (1992)
- Music Video (1997)
- Music Video II (1997)
- Live à Bercy (1997)
- Je te rends ton amour (1999)
- Music Videos III (2000)
- Mylènium Tour (2000)